# فيليب انزياني
فيليب انزياني (21 سبتمبر 1961 بعنابة في الجزائر - ) (بالفرنسية: Philippe Anziani)‏ هو مدرب كرة قدم ولاعب كرة قدم فرنسي في مركز الهجوم. شارك مع منتخب فرنسا لكرة القدم. أما مع النوادي، فقد لعب مع راسينغ كولومب ونادي تولون ونادي جازيليك أجاكسيو ونادي سوشو ونادي مارتيغ ونادي موناكو ونادي نانت.

## روابط خارجية
- فيليب انزياني على موقع قاعدة بيانات كرة القدم.إي يو (الإنجليزية)
- فيليب انزياني على موقع ليكيب (الفرنسية)
- فيليب انزياني على موقع ناشيونال فوتبول تيمز (الإنجليزية)
- فيليب انزياني على موقع عالم كرة القدم.نت (الإنجليزية)